# Instituto de Pesquisas e Estudos Florestais
O IPEF (Instituto de Pesquisas e Estudos Florestais), fundado em 1 de Abril de 1968, é uma sociedade civil sem finalidades econômicas, mantido por empresas florestais brasileiras em parceria com o Departamento de Ciências Florestais da Escola Superior de Agricultura "Luiz de Queiroz" da Universidade de São Paulo, Brasil. Localiza-se no município de Piracicaba, no interior do estado de São Paulo.
A missão primordial do IPEF consiste no planejamento, na implementação e na coordenação de ações e gerenciamento de recursos, destinados aos estudos, análises e às pesquisas na área de recursos naturais, com ênfase na ciência florestal.
Para atingir seus objetivos o IPEF:
- Promove a integração entre universidades, centros de pesquisa, setor empresarial, instituições governamentais e não-governamentais;
- Planeja, coordena ações e gerencia recursos destinados ao desenvolvimento de estudos, análises e pesquisas decorrentes de convênios firmados com universidades, centros de pesquisa, setor empresarial, instituições governamentais e não-governamentais;
- Mantêm e gerencia, uma estrutura de documentação especializada em ciências florestais, destinada à prospecção, organização e disseminação de informações bibliográficas;
- Prospecta, organiza e dissemina informações destinadas à orientação técnica e científica do público em geral, por meio de publicações (livros, revistas, jornais, informativos, etc.) e mídia eletrônica (internet, CD-ROM, etc.);
- Contribui para a formação, capacitação e treinamento de recursos humanos;
- Promove e apóia a organização de eventos técnico-científicos no contexto nacional e internacional;
- Mantêm e gerencia, uma estrutura de pesquisa em ciências florestais, envolvendo coleta, processamento, armazenamento e disponibilização de sementes florestais e outros materiais genéticos de origem vegetal, de elevado padrão de qualidade.

Atualmente as Empresas Associadas ao IPEF são as seguintes:
- Arauco Florestal Arapoti S.A.
- Arborgen Tecnologia Florestal Ltda
- ArcelorMittal BioEnergia Ltda
- ArcelorMittal BioFlorestas Ltda
- Alto Paraná S.A.
- Brasilwood Reflorestamento S.A.
- Caxuana Reflorestamento Ltda
- Celulose Nipo-Brasileira S/A - CENIBRA
- CMPC Celulose Riograndense
- Copener Florestal Ltda
- Duratex S/A
- Eldorado Brasil
- Eucatex S/A Indústria e Comércio
- Fibria Celulose S/A
- Forestal Oriental
- Gerdau S.A.
- International Paper do Brasil Ltda
- Jari Celulose, Papel e Embalagens S.A.
- Klabin S/A
- Lwarcel Celulose Ltda
- Masisa do Brasil Ltda
- Montes Del Plata S.A.
- Ramires Reflorestamentos Ltda
- Rigesa Celulose, Papel e Embalagens Ltda.
- Stora Enso Florestal RS Ltda
- Suzano Papel e Celulose S.A.
- Veracel Celulose S/A
- V&M Florestal Ltda

Ao longo de sua existência, o IPEF ofereceu aos alunos e pesquisadores do Departamento de Ciências Florestais oportunidades de material e áreas para desenvolvimento do conhecimento, devido à sua conceituação junto as suas empresas associadas.
O IPEF, desde sua fundação, está situado nas dependências da ESALQ – Escola Superior de Agricultura Luiz de Queiroz, junto ao Departamento de Ciências Florestais, ocupando o “Prédio da Administração”, a “Biblioteca Helladio do Amaral Mello” e o “Setor de Sementes”.
A Biblioteca “Prof. Helládio do Amaral Mello” fundada em fevereiro de 1973 com a finalidade de apoiar o ensino e a pesquisa florestal desenvolvidos no então Departamento de Silvicultura da ESALQ/USP (hoje Departamento de Ciências Florestais) tornou-se uma referência entre as bibliotecas florestais.
Reúne um acervo dos mais importantes no país na área de Ciências Florestais, cujas referências bibliográficas e resumo estão disponibilizados on line desde 1996. Também integra o Grupo de Bibliotecas Virtuais do IBICT – Instituto Brasileiro de Informação em Ciência e Tecnologia.
Além de permitir o acesso através de sua página na Internet aos mais variados bancos de dados, dentre os quais ao acervo de todas as bibliotecas da Universidade de São Paulo e IBAMA, a Biblioteca mantém atualizada a mais importante fonte de pesquisa florestal, o Tree-Cd, que engloba a literatura florestal mundial publicada desde 1939, abrangendo o Forestry Abstracts, o Forest Products Abstracts e o Agroforestry Abstracts.
O acervo da Biblioteca que está financeiramente estimado em cerca de R$ 1.000.000,00 (um milhão de reais), é constantemente atualizado por recursos do IPEF, que despende anualmente montantes de aproximadamente R$ 20.000,00 (vinte mil reais), entre livros periódicos e outros tipos de publicações.
O atendimento ao público que se dá em cerca de 80% à alunos de graduação e pós-graduação do Curso de Ciências Florestais é realizado exclusivamente por funcionários do IPEF.
O Setor de Sementes do IPEF, que tem como missão produzir e distribuir sementes de espécies arbóreas distribuiu, ao longo dos seus 37 anos de existência, cerca de 115 toneladas de sementes. Tal fato demonstra a importância e responsabilidade do IPEF no cenário da silvicultura brasileira.
Neste ponto, ressalta-se que o histórico da produção de sementes em São Paulo teve início em 1916, junto à extinta Cia. Paulista de Estradas de Ferro, hoje Ferrovia Paulista S/A (FEPASA). De 1916 a 1966, a produção e comercialização de sementes florestais foi feita quase que exclusivamente pela Cia. Paulista de Estrada de Ferro, que tinha como fonte geradora de sementes seus hortos florestais. No ano de 1966, decorrente do incentivo fiscal ao reflorestamento, houve um aumento substancial na demanda de sementes, o que provocou uma queda na qualidade genética e fisiológica, promovida principalmente pela falta de conhecimento técnico e científico. No mesmo ano, preocupado com a situação do setor florestal, frente à necessidade de materiais genéticos de melhor qualidade, o Departamento de Ciências Florestais da Escola Superior de Agricultura “Luiz de Queiroz” criou o Setor de Sementes Florestais, cujos principais objetivos eram, produzir sementes melhoradas, estudar as espécies, procedências e o manejo silvicultural em novas áreas de reflorestamento.
Com a criação do Setor de Sementes e do IPEF, posteriormente unificado, iniciou-se um trabalho voltado a programas de melhoramento genético, e também ao desenvolvimento de tecnologia para a produção de sementes. Houve a introdução de novas espécies e procedências, que passaram a suprir as demandas do mercado nacional quanto à qualidade da madeira e condições diversas de clima e solo.
A base de instalação dos programas de melhoramento desenvolvidos pelo IPEF foram as empresas associadas e as Estações de Ciências Florestais de Anhembi e Itatinga, gerenciadas pelo Departamento de Ciências Florestais da ESALQ/USP, evidenciando, mais um vez, o grande comprometimento do IPEF com o Departamento.
Esta rede experimental se tornou um grande banco de material genético, que hoje são fontes produtoras de sementes, com a capacidade de atender às mais diversas condições edafo-climáticas para novos empreendimentos florestais. Este patrimônio genético favoreceu o ganho da qualidade das sementes estudadas e distribuídas pelo Setor Sementes do IPEF.